# Controlador de domínio
Em Servidores Microsoft, um controlador de domínio, do inglês domain controller (DC), é um servidor que responde à requisições seguras de autenticação (login, verificação de permissões etc.) dentro de um domínio Windows. Um domínio é um conceito introduzido no Windows NT em que um usuário pode ter acesso a uma série de recursos de computador com o uso de uma única combinação de nome de usuário e senha.

## História

### Windows NT
Com o servidor Windows NT, um controlador de domínio por domínio era configurado como o Controlador de Domínio Primário, do inglês Primary Domain Controller (PDC). Todos os outros controladores de domínio eram Controladores de Domínio de Backup, do inglês Backup Domain Controllers (BDC).
Devido à natureza crítica do PDC, melhores práticas ditaram que o PDC deveria ser dedicado exclusivamente aos serviços de domínio, e não usado para serviços de arquivo/impressão/aplicativos que poderiam atrasar ou travar o sistema. Alguns administradores de rede deram o passo adicional de ter um BDC dedicado online com o objetivo expresso de estar disponível para a promoção, caso o PDC falhasse.
Um BDC pode autenticar os usuários em um domínio, mas todas as atualizações para o domínio (novos usuários, mudanças de senhas, membros de grupo etc.) só poderiam ser realizadas por meio do PDC, que então propagaria essas alterações para todos os BDCs no domínio. Se o PDC não estivesse disponível (ou incapaz de se comunicar com o usuário que solicitasse a alteração), a atualização seria um fracasso. Se o PDC estivesse permanentemente indisponível (por exemplo, se a máquina falhasse), um BDC existente poderia ser promovido a PDC.

### Windows 2000
O Windows 2000 e versões posteriores introduziram o Active Directory ("AD"), que eliminou amplamente o conceito de controladores de domínio primário e secundário em favor da replicação multi-mestre.
Entretanto, ainda há vários papéis que apenas um controlador de domínio pode desempenhar, chamados de papéis de operação flexível de único mestre (alguns desses papéis devem ser preenchidos por um DC por domínio, enquanto outros apenas requerem um DC por Floresta do AD). Se o servidor que desempenhar um desses papéis for perdido, o domínio ainda pode funcionar e se o servidor não ficar disponível novamente, um administrador pode designar um DC alternativo para assumir o papel (um processo conhecido como "apreensão" de papel) e isto é chamado de adc.

## Nomenclatura
O Servidor Windows pode ser um dos três tipos: "controladores de domínio" Active Directory, "servidores membro" do Active Directory e "servidores stand-alone" do grupo de trabalho do Windows. O termo "Servidor Active Directory" é por vezes utilizado pela Microsoft como sinônimo de "Controlador de Domínio", mas o termo é desencorajado.